# 오월 (가수)
오월 (1994년 5월 14일)은 대한민국의 가수이다.

## 음반 목록
한국 싱글 앨범
- 2015: Dream On You
- 2017: NUNA (들이대)
- 2018: Intersection